# Jean-Paul Rabaut Saint-Étienne
Jean-Paul Rabaut Saint-Étienne, francoski kalvinski duhovnik in politik, * 14. november 1743, Nîmes, † 5. december 1793, Pariz.
Izvoljen je bil v Narodno skupščino Francije leta 1789, a je bil leta 1793 kot žirondist usmrčen.